# Classe Resolution
La classe Resolution est la première classe de sous-marin nucléaire lanceur d'engins de la Royal Navy à propulsion nucléaire. Elle est porteuse du missile UGM-27 Polaris pour la dissuasion nucléaire de la fin des années 1960.
Elle sera remplacée dans l'arsenal nucléaire du Royaume-Uni, au début des années 1990, par la classe Vanguard porteuse du missile Trident.

## Conception

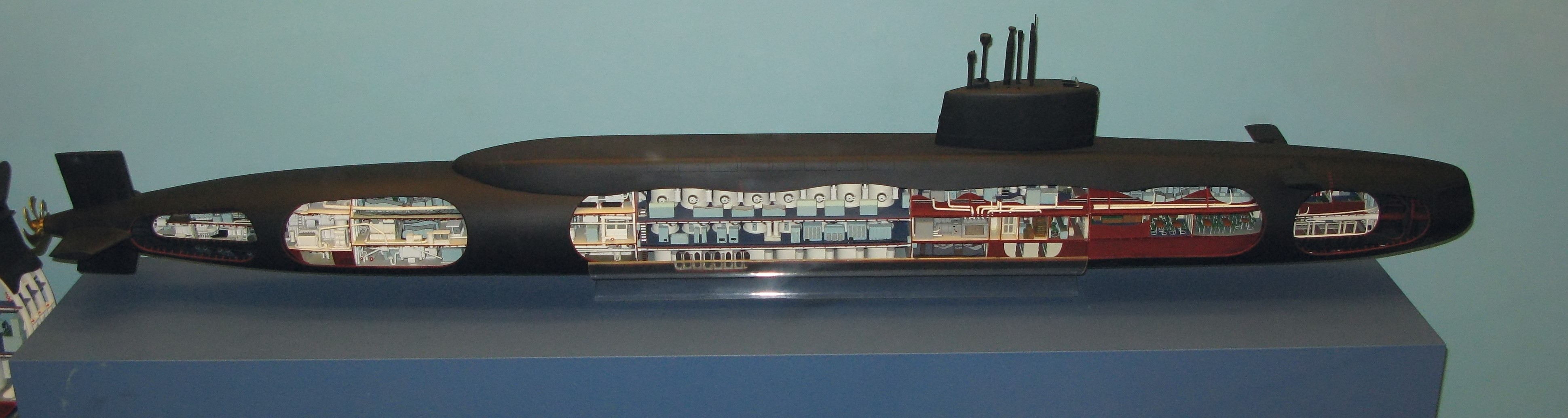
Maquette de la classe Resolution.

L'évolution des radars et du missile surface-air rendent de plus en plus vulnérables les bombardiers de la force de frappe stratégique du Royaume-Uni. Pour résoudre ce problème le premier ministre britannique Harold Macmillan demande au président américain Eisenhower de pouvoir équiper les V bomber du missile AGM-48 Skybolt. Cela permettait, avec un missile ayant une portée de 1 600 km de rester à bonne distance des défenses soviétiques. Mais la nouvelle administration américaine Kennedy exprime de sérieux doutes  sur le Skybolt à l'ère du nouveau missile balistique intercontinental.
La Royal Navy se retourne donc sur le nouveau système Polaris pour développer un nouveau sous-marin.
Deux paires d'unité sont commandées en mai 1963 à la Vickers Shipbuilding Ltd de Barrow-in-Furness et à la Cammell Laird and Co. Ltd de Birkenhead. Le design est une modification du sous-marin de classe Valiant pour intégrer le compartiment des 16 missiles entre l'aileron et le réacteur nucléaire.

## Service

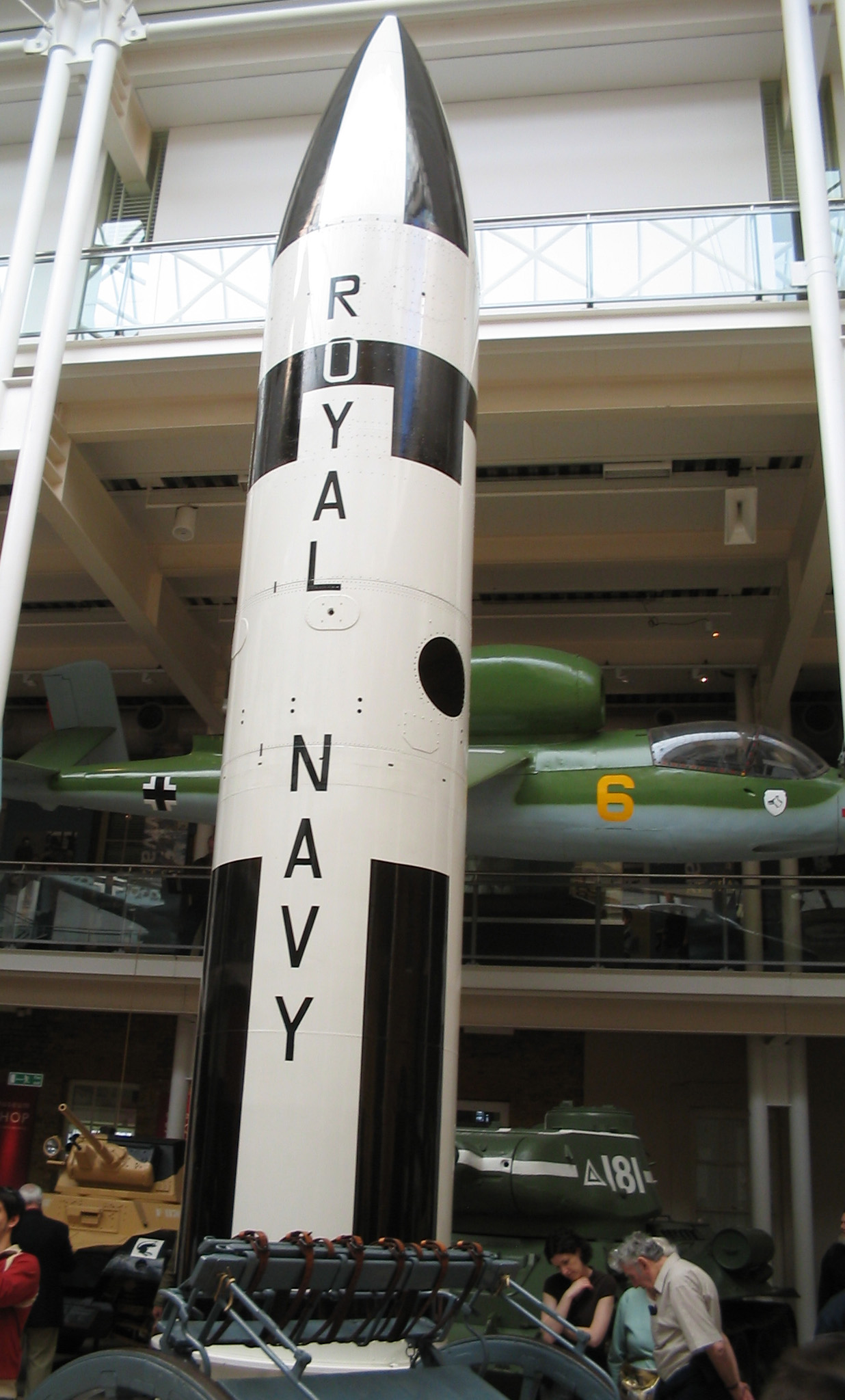
Un missile Polaris au Imperial War Museum.

Cinq navires furent prévus au départ, mais le dernier a été abandonné. La première unité fut le HMS Resolution. Lancé en février 1966 il commence sa première patrouille opérationnelle le 15 juin 1968 après avoir subi une longue période d'essai en mer. Les quatre unités pouvant embarquer chacun 16 missiles mer-sol balistique stratégique faisaient partie du 10e escadron sous-marin de la base navale de Faslane en Écosse.
Dans les années 1980, les quatre SNLE ont subi une reconversion pour être équipés du nouveau missile Polaris AT-K développé par les Britanniques.
À la mise en service de la nouvelle classe Vanguard, la classe Resolution a été retirée et les unités désarmées au chantier naval de Rosyth en Écosse pour le retrait des réacteurs nucléaires.

## Les sous-marins de classe Resolution
| no de coque | Nom            | Lancement         | Service effectif  | Chantier naval            | Fin de carrière | Insigne |
| ----------- | -------------- | ----------------- | ----------------- | ------------------------- | --------------- | ------- |
| S 22        | HMS Resolution | 15 septembre 1966 | 2 octobre 1967    | Vickers Barrow-in-Furness | 22 octobre 1994 |         |
| S 23        | HMS Repulse    | 4 novembre 1967   | 28 septembre 1968 | Vickers Barrow-in-Furness | 1996            |         |
| S 26        | HMS Renown     | 25 février 1967   | 15 novembre 1968  | Cammell Laird Birkenhead  | 1996            |         |
| S 27        | HMS Revenge    | 15 mars 1968      | 4 décembre 1969   | Cammell Laird Birkenhead  | mai 1992        |         |